# Kurt De Pauw
Kurt De Pauw (21 juni 1971) is een Belgisch voormalig kick- en thaibokser.

## Levensloop
In november 1999 behaalde hij zijn derde WTMA-wereldtitel tegen de Italiaan Giampalo Faelli.
Op 32-jarige leeftijd zette hij een put achter zijn sportieve activiteiten. Zijn laatste profwedstrijd vocht hij tegen Xavier Gatez.